# سنغتشين صالح (مقاطعة غيلانغرب)
سنغتشين‌صالح (بالفارسية: سنگچین‌صالح) هي قرية تقع في كرمانشاه في إيران. يقدر عدد سكانها بـ 181 نسمة بحسب إحصاء 2016.